# 内务人民委员部第48特别营
内务人民委员部第48特别营位于俄罗斯伊万诺沃州的切尔恩采。该营始建于第二次世界大战期间，用于关押大部分轴心国被俘高级军事指挥官。该营地内后来又建起过一处苏联生物武器秘密设施。